# 2º Reggimento AVES "Sirio"

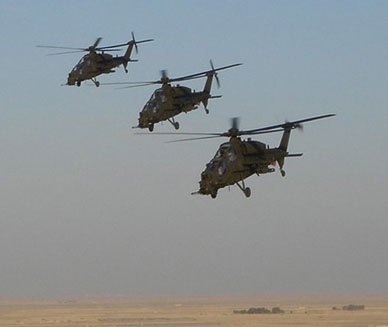
Tre elicotteri A129 "Mangusta" in Iraq.

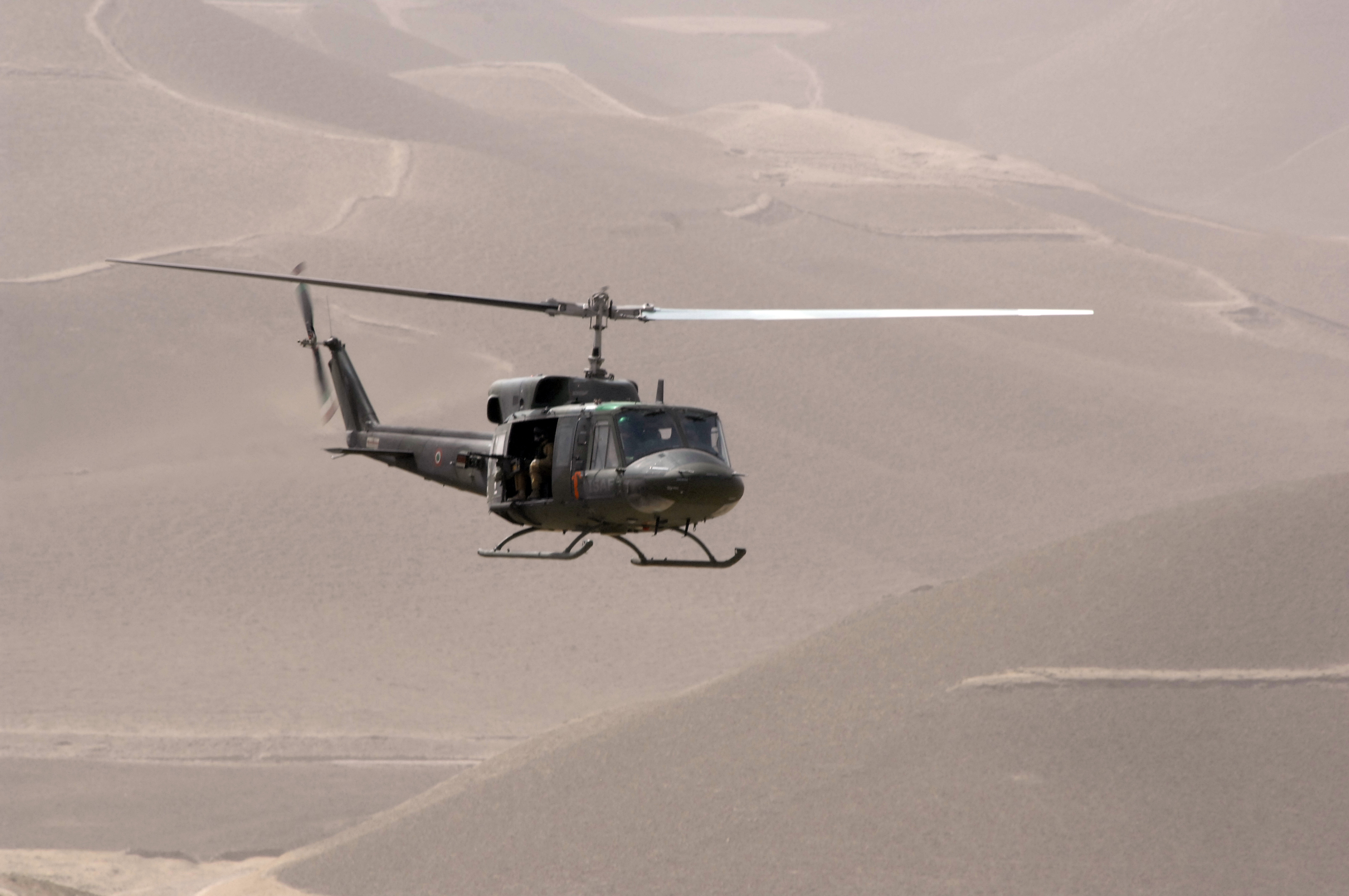
Un Agusta-Bell AB 212 dell'Aviazione dell'Esercito durante la missione International Security Assistance Force.

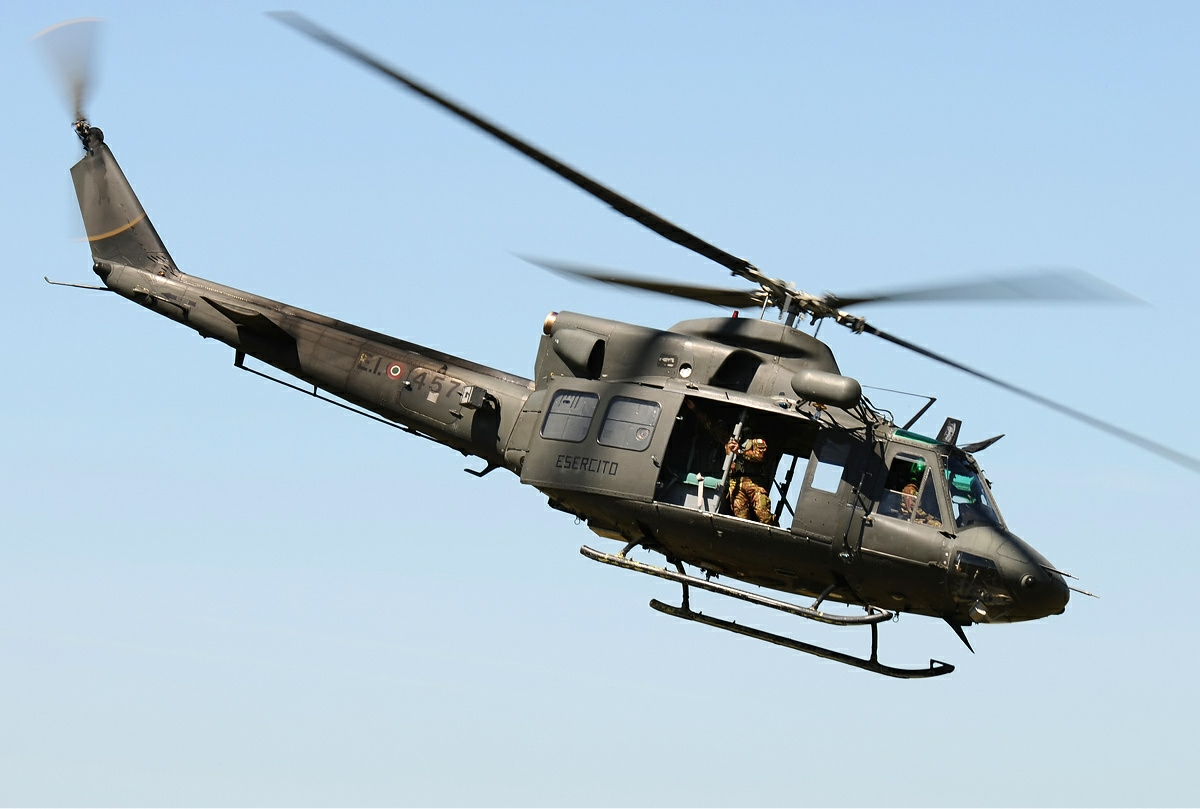
Un Agusta-Bell AB 412 dell'Esercito Italiano in volo.

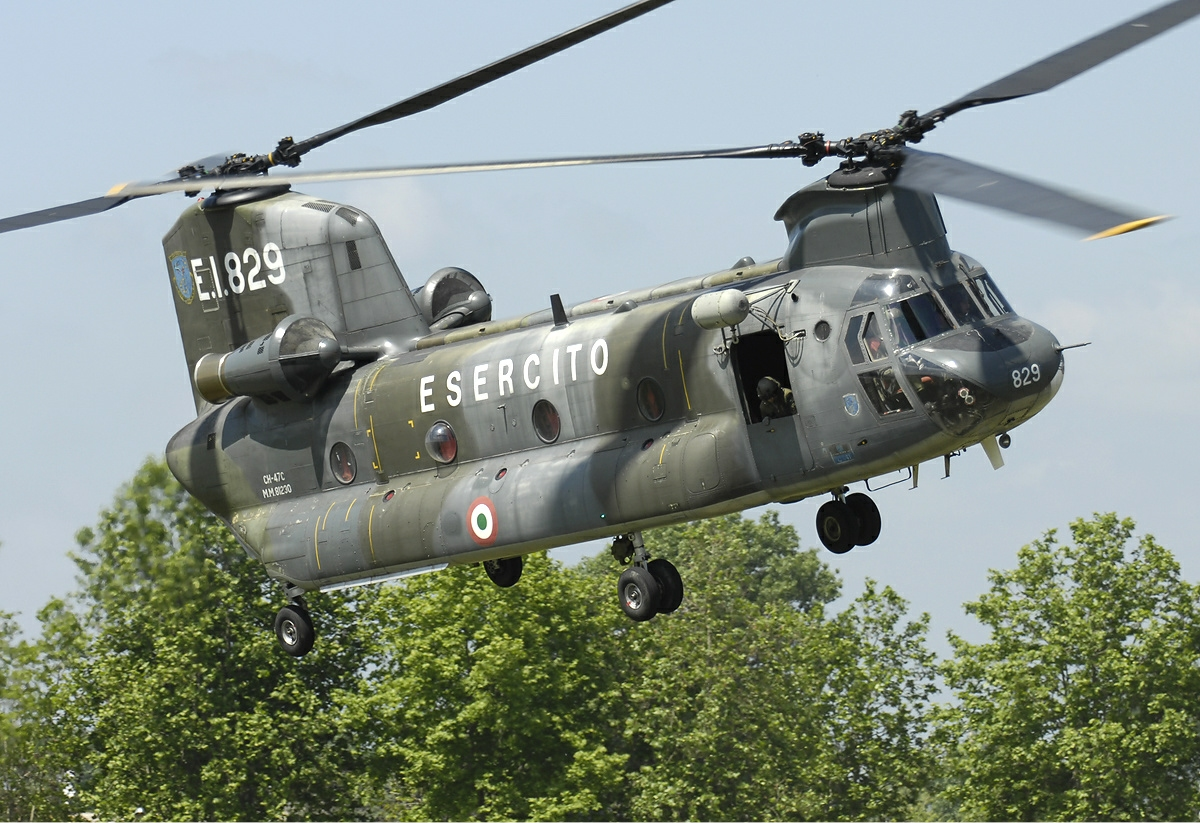
CH-47C Chinook dell'Esercito Italiano in volo

Il 2º Reggimento AVES "Sirio" è costituito dagli aeromobili di cui l'Esercito Italiano dispone in proprio per il soddisfacimento delle sue esigenze più immediate e più minute: elicotteri da trasporto e da attacco, oltre che velivoli ad ala fissa con i quali possono essere assolti compiti di osservazione del tiro, ricognizione, esplorazione, collegamento e combattimento.
L'AVES "Sirio" svolge quindi attività di supporto aderenti alle forze di terra; non svolge quindi operazioni di supremazia aerea poiché attività peculiare dell'Aeronautica Militare. Il Reggimento è affidato completamente a personale dell'Esercito. Tale caratteristica permette un più intimo collegamento fra le truppe operanti a terra e quelle del cielo, che sono perfettamente a conoscenza dei sistemi e degli scopi che le prime si ripromettono.
Il ritmo operativo e le accentuate esigenze di comando, di collegamento e di manovra in ampi spazi trovano pertanto nell'AVES uno strumento di altissime prestazioni.

## Simboli
(D.P.R. 06.10.2003)
Nella prima partizione è raffigurata la stella che dà il nome al reparto; il torrione è ripreso dallo stemma di Lamezia Terme.